# Ångbåtsblues (musikalbum)
Ångbåtsblues är ett musikalbum från 2001 där Claes Janson sjunger svenska visor.

## Låtlista
1. Stockholm sött och salt (Quincy Jones/Anders Pettersson) – 3'17
2. Fjäriln vingad syns på Haga (Carl Michael Bellman) – 4'00
3. Och går en stund på jorden (Ulf Lundell) – 2'53
4. Visa vid Nybroviken (Cornelis Vreeswijk) – 3'13
5. Gubben Noak (Carl Michael Bellman) – 5'24
6. Sakta vi gå genom stan (Fred Ahlert/Beppe Wolgers) – 3'35
7. Stockholm är Stockholm (Pete Wendling/Alfred Bryan/Svasse Bergqvist) – 2'38
8. Fritiof Anderssons paradmarsch (Evert Taube) – 4'57
9. Stockholmsmelodi (Evert Taube) – 4'03
10. Ångbåtsblues (Cornelis Vreeswijk) – 4'24
11. Två kulor sjöng i vinterkölden (Epistel 28) (Carl Michael Bellman/Cornelis Vreeswijk) – 6'26
12. Stolta stad (Carl Michael Bellman) – 5'52
13. Min gamla stad (Frans Jörgen Toresson) – 3'43

## Medverkande
- Claes Janson – sång
- Kjell Öhman – piano, orgel
- Martin Sjöstedt – bas
- Joakim Ekberg – trummor, congas
- Jan Ottesen – gitarr
- Tina Ahlin – munspel
- Johan Hörlen – altsaxofon
- Ulf Andersson – tenorsaxofon
- Hector Bingert – tenorsaxofon
- Alberto Pinton – barytonsaxofon
- Hans Dyvik – trumpet, flygelhorn
- Marcos Ubeda – piano, Fender Rhodes
- Owe Almgren – elbas
- Per Ekblad – trumpet
- Martina Almgren – trummor
- Sven Fridolfsson – flöjt, klarinett
- Niklas Robertsson – klarinett, saxofon
- Björn Almgren – alt- och tenorsaxofon
- Robin Rydqvist – trumpet, flygelhorn
- Krister Pettersson – valthorn
- Niklas Rydh – trombon, tuba
- Rolf Sundby – trumpet

### Fotnoter
1. ↑  ”Svensk mediedatabas”. http://smdb.kb.se/catalog/id/001550517. Läst 5 juni 2014.